# Adelphenaldis parvicornis
Adelphenaldis parvicornis är en stekelart som först beskrevs av Thomson 1895.  Adelphenaldis parvicornis ingår i släktet Adelphenaldis och familjen bracksteklar. Arten är reproducerande i Sverige. Inga underarter finns listade i Catalogue of Life.